# Kičernyj
Kičernyj, česky také Kyčerný, ukrajinsky Кічерний, maďarsky Nagycserjés, je vesnice v obci Roztoka, ve ždenijevské územní komunitě. Leží v okrese Mukačevo Zakarpatské oblasti Ukrajiny. V roce 2025 zde žilo 421 obyvatel.

## Historie
První písemná zmínka o této vesnici pochází z roku 1630. Do uzavření Trianonské smlouvy byla obec součástí Uherska, poté byla součástí Československa. V roce 1921 zde stálo 53 domů a žilo zde 394 obyvatel, z toho 378 Rusínů a 16 Židů. Od roku 1945 byla ves součástí Ukrajinské sovětské socialistické republiky, která byla součástí SSSR, a nakonec od roku 1991 je součástí samostatné Ukrajiny.
V roce 2003 zde byl otevřen mužský klášter Nanebevzetí Panny Marie Mukačevské diecéze Ukrajinské pravoslavné církve.